# Kolegiata Przemienienia Pańskiego w Garwolinie
Kolegiata Przemienienia Pańskiego w Garwolinie – neobarokowy rzymskokatolicki kościół parafialny znajdujący się w mieście Garwolin (województwo mazowieckie), przy ulicy Stanisława Staszica.

## Historia świątyni
Kościół został zbudowany na miejscu starszej budowli z lat 1839–1840, rozebranej w 1890 r. 16 września 1890 r. ordynariusz diecezji lubelskiej poświęcił kamień węgielny pod nowo budowaną świątynię parafialną. W czasie budowy została rozebrana stara dzwonnica, ponieważ przylegała do ścian powstającej budowli. W dniu 5 lipca 1900 r. biskup Franciszek Jaczewski konsekrował kościół pod wezwaniem „Przemienienia Pańskiego”. Ogólny koszt budowy świątyni wyniósł ponad 78 tysięcy rubli. 
30 maja 2021 r. na frontonie kolegiaty odsłonięto tablicę upamiętniającą por. Stanisława Kopika ps. „Zemsta”, oficera Wojska Polskiego i Narodowych Sił Zbrojnych.

## Architektura
Kościół jest budowlą trzynawową, zbudowaną na planie krzyża łacińskiego z krótkimi ramionami. Nawa główna posiada osiem okien, po cztery z każdej strony. W prezbiterium znajdują się dwa okna.

## Kolegiata
Tytuł kolegiaty został nadany przez biskupa siedleckiego Zbigniewa Kiernikowskiego 20 kwietnia 2011 r. i została przy niej powołana Kapituła Kolegiacka.

## Galeria

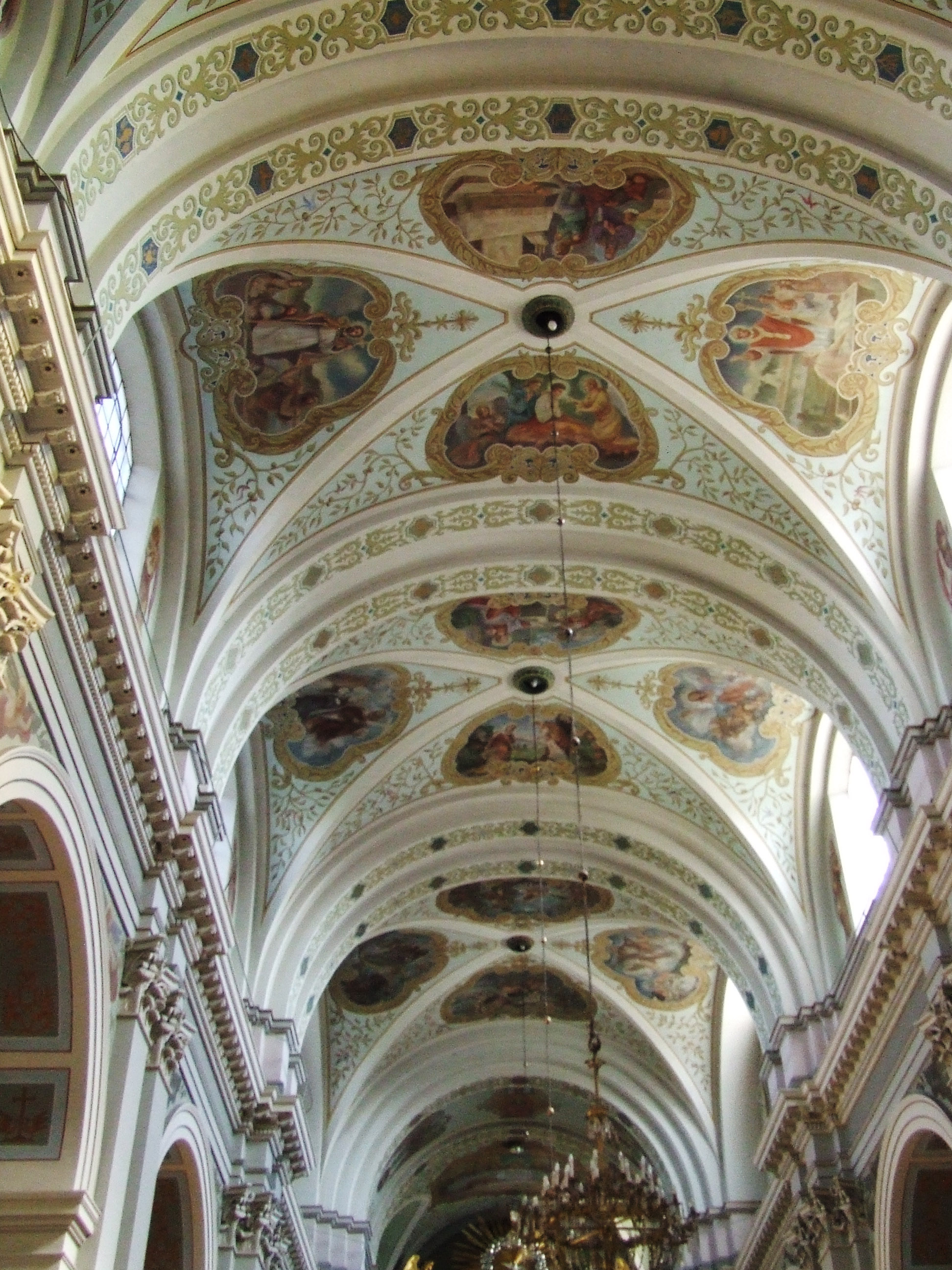
Sklepienia z freskami
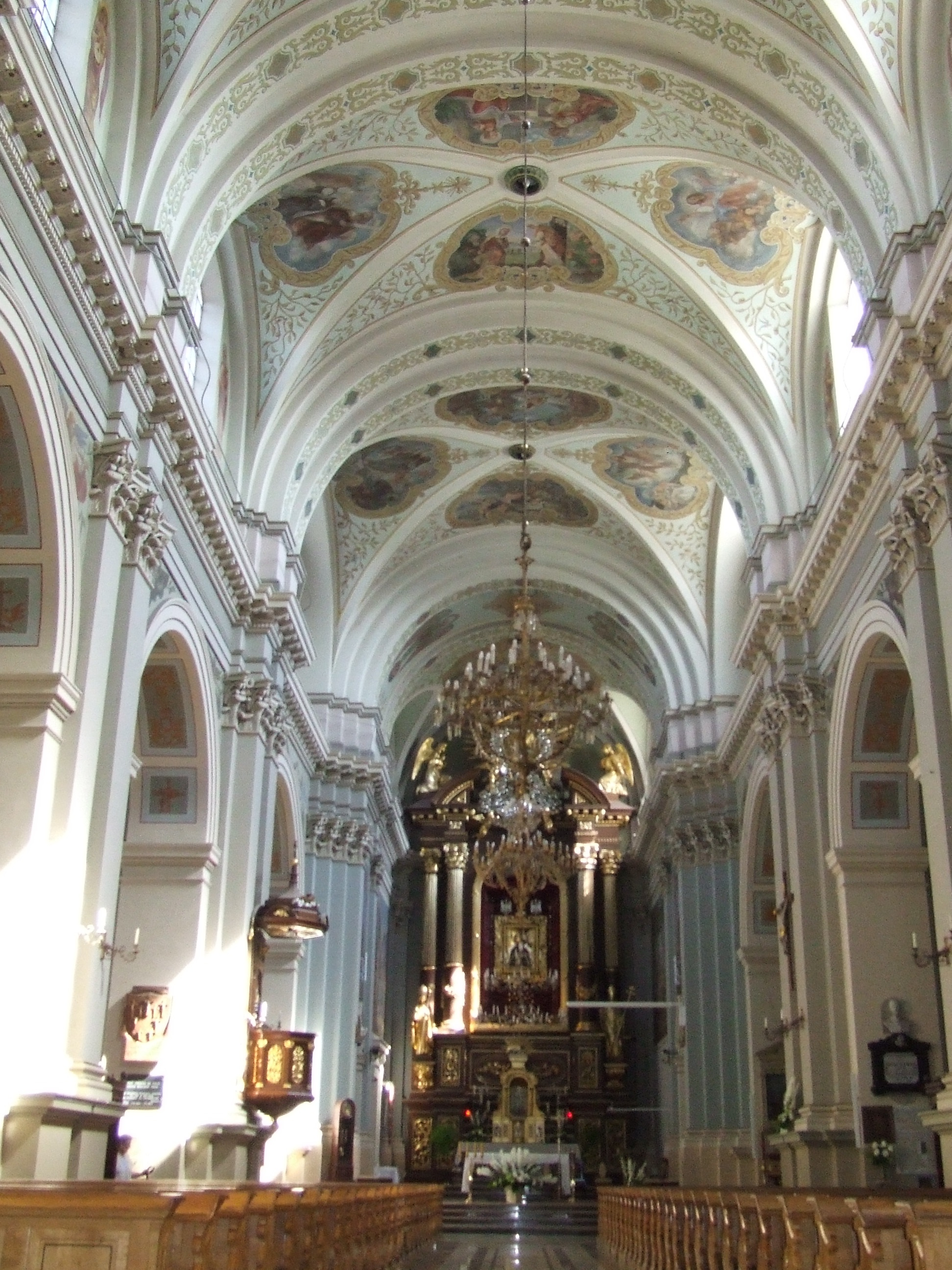
Nawa główna
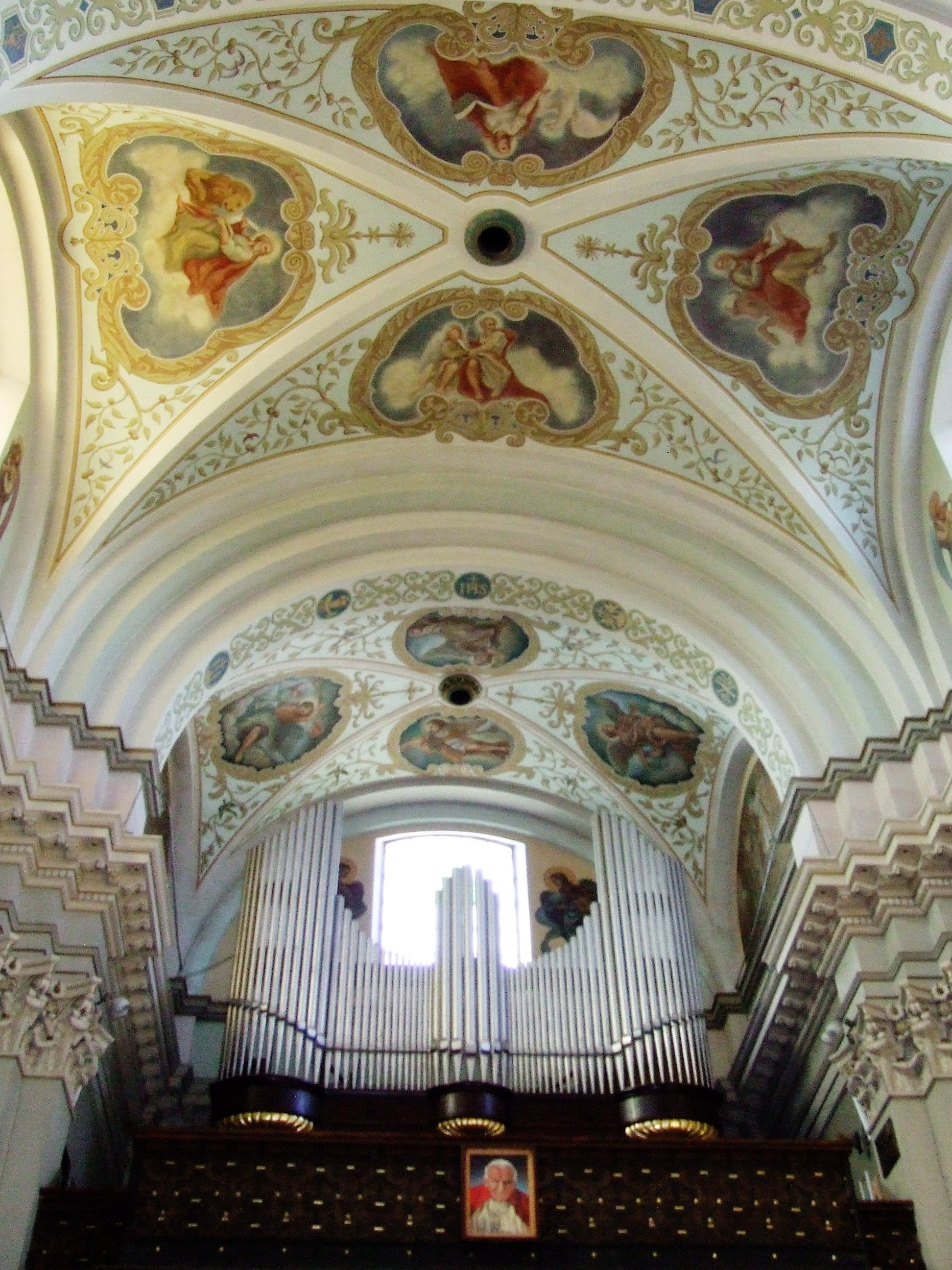
Organy